# Sain Alto
Sain Alto är en ort i Mexiko.   Den ligger i kommunen Sain Alto och delstaten Zacatecas, i den centrala delen av landet, 600 km nordväst om huvudstaden Mexico City. Sain Alto ligger 2 051 meter över havet och antalet invånare är 4 653.
Terrängen runt Sain Alto är huvudsakligen platt, men söderut är den kuperad. Runt Sain Alto är det glesbefolkat, med 11 invånare per kvadratkilometer. Sain Alto är det största samhället i trakten. Omgivningarna runt Sain Alto är i huvudsak ett öppet busklandskap.